# Volksabstimmungen infolge des Versailler Vertrags
Die Volksabstimmungen infolge des Versailler Vertrags fanden in den Jahren 1920, 1921 und 1935 im Deutschen Reich statt. Konkret handelte es sich im Jahr 1920 um die Volksabstimmung im nördlichen Schleswig, um zwei zeitgleiche Volksabstimmungen in Teilen von Westpreußen sowie dem südlichen Ostpreußen, im Jahr 1921 um die Volksabstimmung in Oberschlesien und schließlich im Jahr 1935 um die Volksabstimmung im Saargebiet. Bei jeder dieser Volksabstimmungen ging es um die Frage des Verbleibs eines festgelegten Abstimmungsgebiets beim Deutschen Reich. In Schleswig stand alternativ der Anschluss an Dänemark zur Abstimmung, in Westpreußen, Ostpreußen und Oberschlesien war es der Anschluss an Polen. Im Saargebiet konnten die Abstimmenden zwischen dem Wiederanschluss an Deutschland, dem Anschluss an Frankreich sowie dem Fortbestand als Mandatsgebiet des Völkerbundes auswählen.
Auslöser für die fünf Plebiszite war der im Juni 1919 abgeschlossene Versailler Vertrag, in dem nach dem Ersten Weltkrieg alle das Deutsche Reich betreffenden Friedensbedingungen festgeschrieben wurden. Die Volksabstimmungen wurden jeweils getrennt voneinander durchgeführt, insbesondere die ersten vier folgten jedoch einem vergleichbaren Muster. Zu den herausstechenden Besonderheiten der Plebiszite in den Jahren 1920/21 zählt, dass für die Zeit der Abstimmung das Deutsche Reich die Regierungshoheit über die Abstimmungsgebiete jeweils an eine international besetzte Kommission abgeben musste.
Die Gebietsabtretung von Eupen und Malmedy an Belgien wurde von einem öffentlichen Einspruchverfahren begleitet, bei dem Stimmberechtigte ihren Widerspruch in einer öffentlichen Liste bekunden konnte. Teilweise wird dieses historisch einmalige Vorgehen in Ermangelung eines allgemein akzeptierten Ausdrucks unzutreffenderweise als „Volksbefragung“ oder auch „Volksabstimmung“ bezeichnet.

## Schleswig

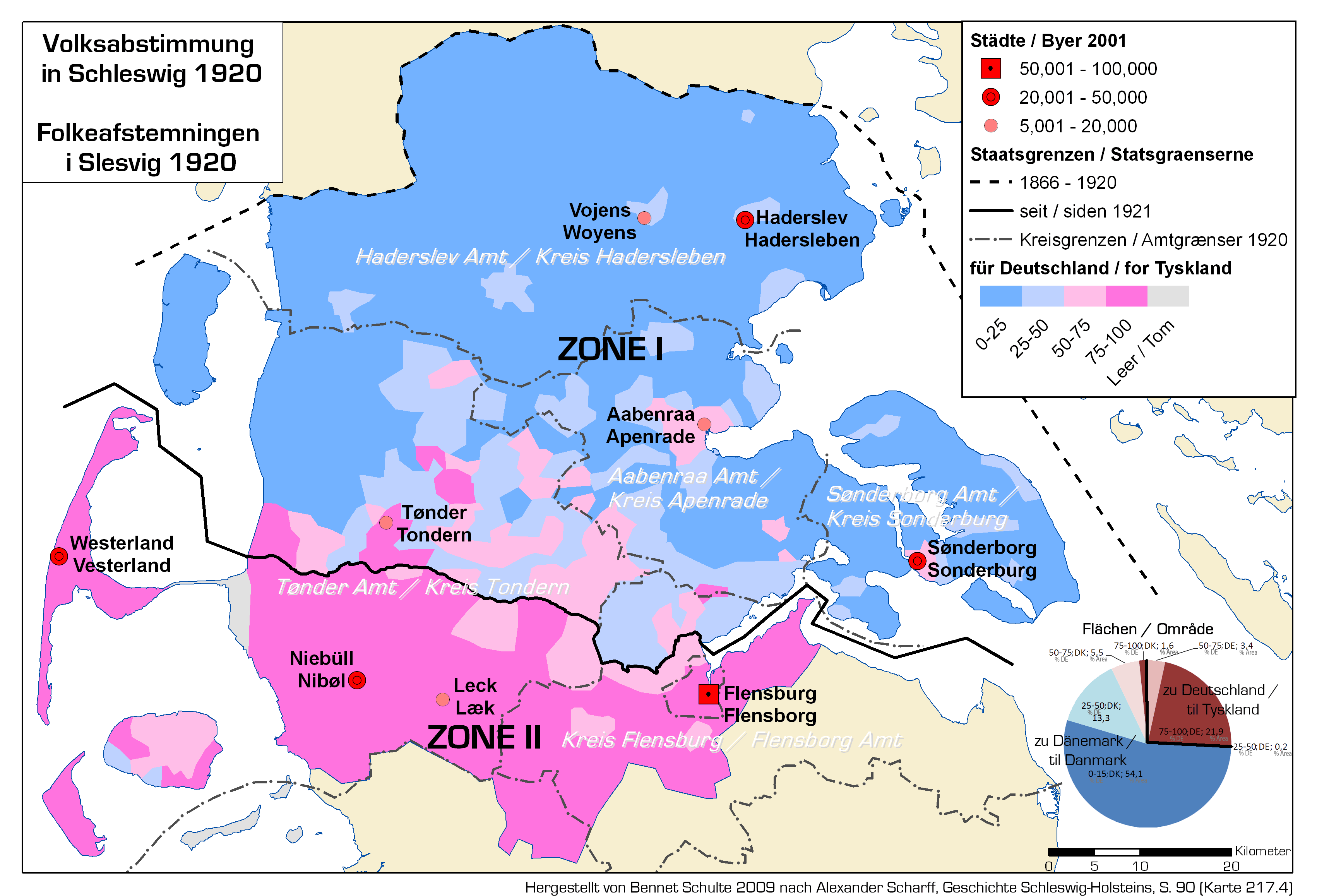
Abstimmungsergebnisse in Schleswig

Die Volksabstimmung in Schleswig fand an zwei Tagen und getrennt nach zwei Abstimmungszonen am 10. Februar beziehungsweise am 14. März 1920 statt. Sie wurde von der „Internationalen Kommission für die Überwachung des Plebiszits in Schleswig“ vorbereitet und durchgeführt. Abgestimmt wurde dabei im nördlichen und mittleren Teil des preußischen Regierungsbezirks Schleswig über die Frage der Zugehörigkeit des Gebiets zu Dänemark oder Deutschland. In der nördlichen, der 1. Zone wurde im Block, in der südlicher gelegenen 2. Zone wurde gemeindeweise abgestimmt. Auf Grundlage der Abstimmungergebnisse machte die Kommission einen Vorschlag zur Teilung des Abstimmungsgebiets. Die Pariser Botschafterkonferenz entschied am 28. Mai 1919, dass die 1. Zone an Dänemark abzutreten sei, während die 2. Zone bei Deutschland verblieb.
Anlass für die Volksabstimmung war ein seit dem 19. Jahrhundert zwischen Preußen beziehungsweise dem Norddeutschen Bund und Dänemark schwelender Streit um die nationalstaatliche Zugehörigkeit des Herzogtums Schleswig. Zwar führte der Deutsch-Dänische Krieg von 1863 zunächst zum Verlust Schleswigs für Dänemark, der nationalpolitische Konflikt blieb jedoch bestehen. Als sich die Niederlage Deutschlands im Ersten Weltkrieg abzeichnete, gelang es der politischen Bewegung der dänischen Schleswiger im Zusammenwirken mit der dänischen Regierung die Entente zur Unterstützung für eine Volksabstimmung über die Zugehörigkeit von Teilen Schleswigs zu bewegen.

## Ost- und Westpreußen

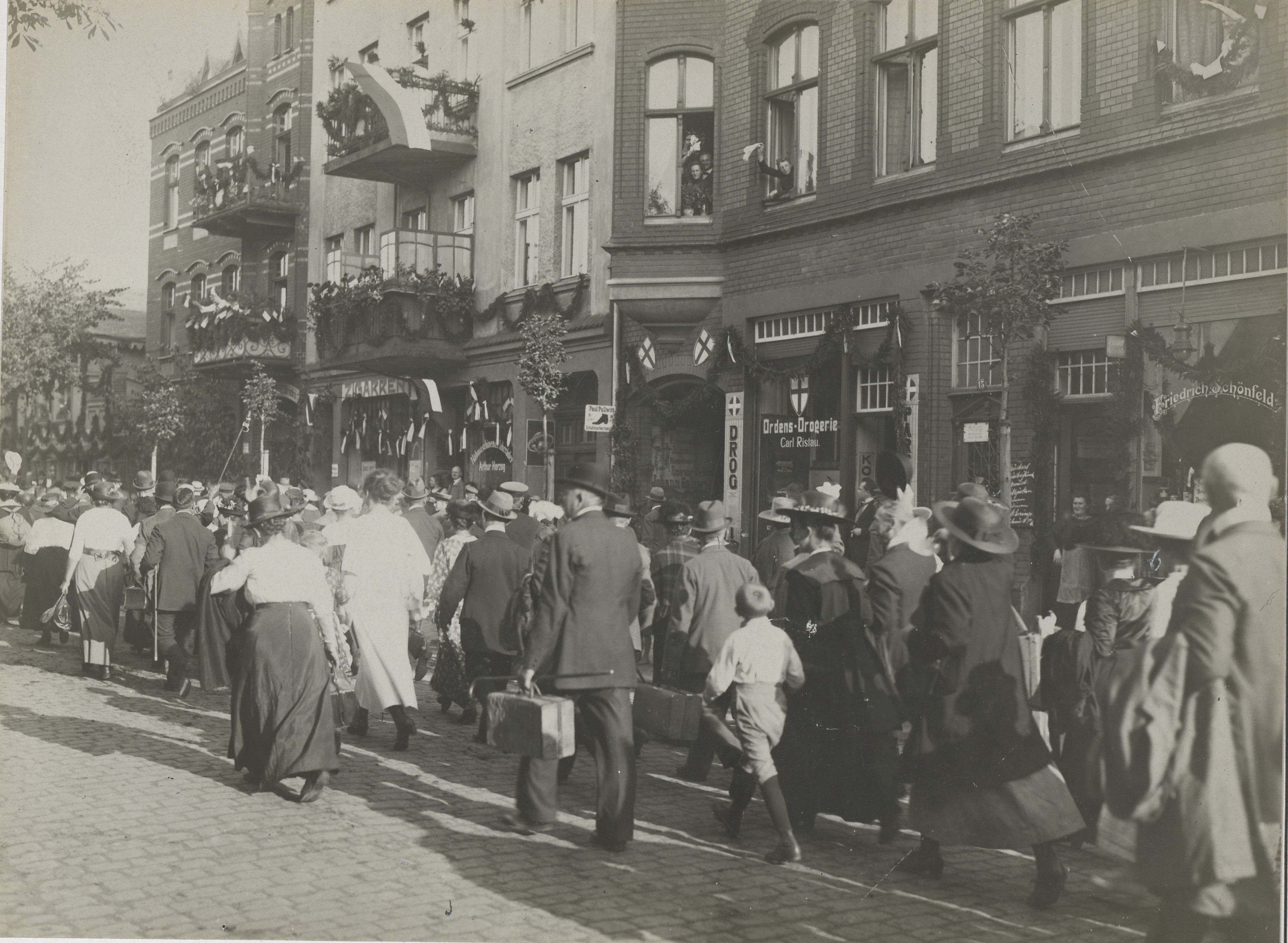
Stimmberechtigte treffen zur Teilnahme an der Volksabstimmung am 11. Juli 1920 in Marienburg ein.

Am 11. Juli 1920 fanden gleichzeitig zwei Volksabstimmungen in Teilen der preußischen Provinzen West- und Ostpreußen statt. Das „Abstimmungsgebiet Marienwerder“ umfasste die östlich der Weichsel und des Nogat gelegenen Teile Westpreußens, etwa ein Achtel der Provinz. Zum „Abstimmungsgebiet Allenstein“ gehörte der Regierungsbezirk Allenstein sowie der Kreis Oletzko in Ostpreußen, etwa ein Drittel der Provinz. In jedem Abstimmungsgebiet war jeweils eine eigenständige „Interalliierte Kommission“ für die Vorbereitung und Durchführung des Plebiszits zuständig. In beiden Gebieten wurde über die Zuordnung des Gebiets zu „Ostpreußen“ oder „Polen“ abgestimmt. Da große Teile der Provinz Westpreußen bereits vor der Volksabstimmung vom Deutschen Reich abgetrennt worden waren, stand das Fortbestehen der Provinz als solche nicht als Möglichkeit im Raum. Die Provinz Ostpreußen hingegen verlor vor der Abstimmung deutlich kleinere Gebiete (Memelland, Soldaugebiet), weswegen ihr Fortbestand als gesichert galt. In beiden Gebieten wurde gemeindeweise abgestimmt, wobei die jeweiligen Kommissionen einen Vorschlag zur Teilung an die Pariser Botschafterkonferenz machten. In beiden Gebieten hatte sich eine deutliche Mehrheit von 92 % beziehungsweise 97 % für Ostpreußen ausgesprochen. Beide Abstimmungsgebiete blieben nahezu vollständig beim Deutschen Reich, lediglich eine wenige Dörfer, die direkt an der Grenze zu Polen lagen, wurden abgetreten. 
Anlass für die beiden Volksabstimmungen war die Wiedergründung Polens im Jahr 1918/19. Die Polnische Republik erhob in den Friedensverhandlungen weitreichende Gebietsforderungen. Da Teile der Provinzen West- und Ostpreußen sowohl über polnischsprachige als auch deutschsprachige Bevölkerungen verfügten, wurde manche der Forderungen dort kontrovers diskutiert. Da der Rat der Vier die polnischen Forderungen nicht rundheraus ablehnen wollte, zugleich jedoch begründete Zweifel daran bestanden, dass die betroffenen Bevölkerungen sich tatsächlich als zu Polen zugehörig empfanden, wurden die beiden Plebiszite angesetzt.

## Oberschlesien

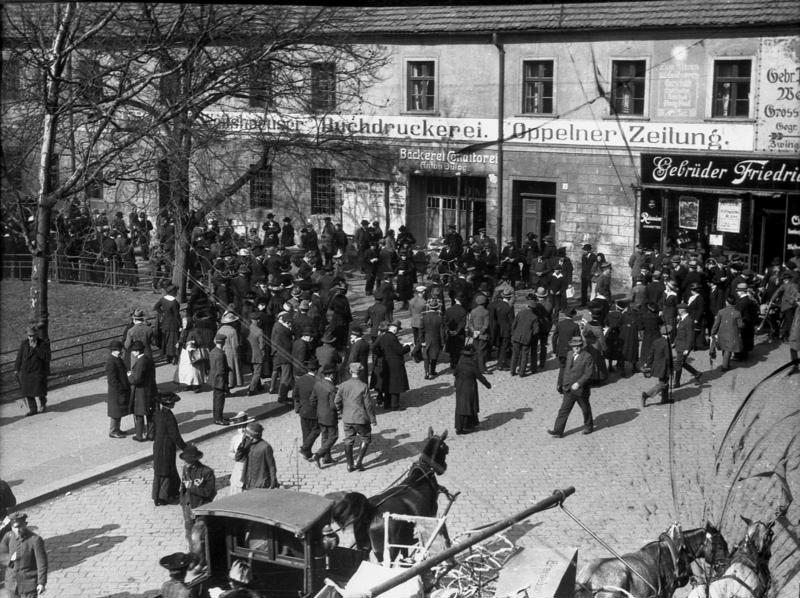
In Oppeln warten Menschen auf die Veröffentlichung der Abstimmungsergebnisse

Die Volksabstimmung in Oberschlesien fand am 20. März 1921 statt. Sie wurde von der „Interalliierten Regierungs- und Plebiszitskommission für Oberschlesien“ vorbereitet und durchgeführt. Zum Abstimmungsgebiet gehörte der Großteil der Provinz Oberschlesien, mit Ausnahme einiger ganz im Westen gelegener Teile, sowie die niederschlesischen Gemeinde Namslau. Die Abstimmung erfolgte gemeindeweise über die Frage der Zugehörigkeit zu „Deutschland“ oder „Polen“. Sie erbrachte auf das gesamte Abstimmungsgebiet betrachtet etwa 60 % Stimmen für einen Verbleib bei Deutschland und 40 % Stimmen für eine Angliederung an Polen, wobei jedoch in den meisten Gemeinden die Ergebnisse von diesem rechnerischen Durchschnitt ganz erheblich abwichen. Die Abstimmungszeit, also der Zeitraum der Regierungsausübung durch die Kommission, dauerte in Oberschlesien nahezu zweieinhalb Jahre (von Februar 1920 bis Juli 1922) und damit erheblich länger als in Schleswig und West-/Ostpreußen. Sie war geprägt von fortgesetzt gewalttätigen Auseinandersetzungen mit teils bürgerkriegsähnlichen Episoden, die maßgeblich von polnischen und deutschen paramilitärischen Organisationen bestimmt wurden. Hinzu kamen erhebliche Meinungsverschiedenheiten innerhalb der Interalliierten Kommission, die zur Verschärfung der Situation beitrugen. Letztlich konnte sich der Rat der Vier auf keinen der diskutierten Teilungsvorschläge einigen und bat den Völkerbund um Lösung der Oberschlesienfrage. Dieser formulierte einen Schiedsspruch, der im Juli 1923 umgesetzt wurde und zur Teilung Oberschlesiens führte.
Wie auch in West-/Ostpreußen war die Wiedergründung Polens Anlass für die Volksabstimmung. Die sprachliche und kulturelle Situation in Oberschlesien war insofern uneindeutig, als hier polnisch- und deutschsprachige Bevölkerungen seit Jahrhunderten eng miteinander zusammenlebten, die über den gemeinsamen katholischen Glauben und eine ausgeprägte Regionalidentität als Schlesier eine starke Verbundenheit aufwiesen, die quer zu nationalistischen Forderungen stand. Zugleich kam dem oberschlesischen Industriegebiet eine hohe wirtschaftliche Bedeutung zu, sowohl für die im Aufbau begriffene polnische Republik als auch für das Deutsche Reich und seine faktische Fähigkeit, die geforderten Reparationen zu leisten.

## Saargebiet
Im zunächst französisch besetzten, dann unter Völkerbundsverwaltung stehenden Saargebiet fand die Volksabstimmung den Regelungen des Vertrags entsprechend erst am 13. Januar 1935 statt. Sie erbrachte eine Mehrheit von 90,8 % für Deutschland, sodass das Saargebiet am 1. März desselben Jahres dem Deutschen Reich angegliedert wurde. Die Nationalsozialisten, die seit 1933 im Deutschen Reich an der Macht waren, schlachteten die „Heimkehr der Saar“ propagandistisch als ihren Erfolg aus.

## Sonderfall Eupen und Malmedy
Für die Kreise Eupen und Malmedy wurde ein gesondertes Verfahren festgelegt. Die Gebiete wurden Belgien provisorisch zugeordnet, jedoch konnten alle deutschen Bewohner ab 21 Jahre, die keinen Zweitwohnsitz in Deutschland hatten, in einem Zeitraum von sechs Monaten ihren Widerspruch gegen die Angliederung an Belgien durch Listeneintragung bekunden. Das Ergebnis dieser Eintragung war dem Völkerbund durch Belgien zur Kenntnis zu bringen. Die Eintragung in die Listen wurde erheblich erschwert und war teils mit Repressionen verbunden. Letzten Endes trugen sich nur 271 Stimmberechtigte (209 in Eupen und 62 in Malmedy) überhaupt in die Listen ein. Diverse Beschwerden der Reichsregierungen gegen das Handeln der belgischen Behörden, Forderungen nach einem tatsächlichen Plebiszit oder zumindest der Wiederholung des Einspruchsverfahrens unter der Aufsicht des Völkerbundes blieben fruchtlos. Letztlich wurde das Gebiet 1925 in Belgien eingegliedert.